# 峨嵋山莓草
峨嵋山莓草（学名：Sibbaldia omeiensis）是蔷薇科山莓草属的植物，为中国的特有植物。分布于中国大陆的四川等地，生长于海拔3,000米的地区，常生于岩石缝中，目前尚未由人工引种栽培。